# 性的劇藥
《性的劇藥》（日語：性の劇薬～淫らに開発される身体～）是日本漫畫家水田ゆき的BL漫畫，由フューチャーコミックス發行。於台灣電子版於2019年8月9日開始在亂搭租書網連載，全7話完結。劇情內容描述監禁與被監禁對象展開以探討生存意義與救贖的BL漫畫，截至2019年3月於日本電子版已販售超過1,000,000次。真人版電影【性之劇藥】於2020年2月14日日本上映，題材特殊加上BL話題在日本電影引起關注。
獲得由ちるちる (chill chill)舉辦的BL AWARD 2020「最佳劇情」第五名、BL AWARD 2021「最佳電影」第八名。

## 劇情簡介
桂木誠，本是一名無論在工作或是感情上都過著順遂、金字塔上層的男人。卻在某一天開始遭逢一連串巨變，被挫折擊潰、喪失所有人生目標的他，趁著醉酒衝動爬上大樓頂樓想跳樓自殺……此時一名陌生男子出現並對桂木提出了交易。「既然你想捨棄性命……那就把你的生命給我吧。」之後失去記憶的桂木清醒後的發現所謂的「生命給他」竟是被男子監禁在只有一張床的房間並被迫配合男子的各種調教……

## 人物介紹
桂木誠
33歲，原本在公司擔任管理職位及有交往的對象，屬於人生勝利組。卻在一次意外中失去雙親，來不及整理好狀態的桂木在工作上未發現下屬的失誤導致自身被革職，論及婚嫁的對象也離開自己。一瞬間從金字塔頂端跌落，失去一切人生目標的桂木本想在酒醉之後跳樓自殺一了百了，卻被一名陌生男子阻止並以「如果不想活著，那就把你自己的人生交給我吧」為由將自己關在一間只有床及鎖鏈的房間，隨之而來的是男子的調教。雖然不想承認，但在龍二的調教下，身體開始不自覺地追求更多快感並在產生反應、血液加速在全身來回流動，給了自己真實活著的事實。
余田龍二
手術外科醫師，曾對桂木表示自己是殺人兇手，殺了最親近的對象，成為醫師的原因似乎也跟那個人有關。第一次見到桂木是在桂木父母的手術房外的椅子上，但桂木並不知情。將無求生意志的桂木帶回監禁場所後，開始對桂木一系列強制性調教，表示「從今以後，所有你的進食及性慾，在這間房間發生的一切都由我掌控」。似乎對於桂木的生命有某種贖罪般的執著。

## 單行本
| 卷數 | ジュネット    | ジュネット             |
| 卷數 | 出版日期      | ISBN                   |
| ---- | ------------- | ---------------------- |
| 1    | 2019年2月19日 | ISBN 978-4-90-946075-2 |

## 電影

### 製作人員
- 原作：水田ゆき[8]
- 監督：城定 秀夫
- 劇本：城定 秀夫
- 攝影監督：飯沼 栄治
- 錄音監督：高島 良太
- 燈光監督：守利 賢一
- 音樂：林 魏堂

## 外部連結
- 中文電子書《性的劇藥～開發成淫蕩不已的身軀～》官方網站 （页面存档备份，存于）
- 性の劇薬 電影官方公式 （页面存档备份，存于）
- 性の劇薬 電影官方推特 （页面存档备份，存于）
- 水田ゆき官方推特 （页面存档备份，存于）